# Agent biològic
Un agent biològic, també anomenat bio-agent, agent de guerra biològica, arma biològica, o bioarma, és un bacteri, virus, protozou, un paràsit o un fong que pot ser usat a propòsit com una arma amb propòsits de bioterrorisme o la guerra biològica (Biological warfare). Dintre del concepte d'agent biològic s'inclouen també, no solament els organismes viables (bacteris) o amb capacitat per propagar-se (virus) si no també les toxines d'origen biològic o biotoxines. Fins ara s'han descrit més de 1.200 diferents tipus d'agents biològics que es podrien potencialment emprar com a armes. Per tant, el concepte d'agent biològic és clarament més restrictiu que el d'agent infecciós o agent patogen.
Els agents biològics tenen la capacitat d'afectar negativament la salut humana en una gran varietat de formes, que anirien des de reaccions al·lèrgiques relativament lleus fins a malalties greus, fins i tot mortals. Molts d'aquests organismes són ubics en el medi natural; es poden trobar a l'aigua, el sòl, plantes o altres animals. L'enginyeria amb els agents biològics fent-los de més fàcil disseminació o desplegament els fa més susceptibles a la potencial "militarització" o doble ús. La modificació genètica pot millorar les seves propietats incapacitants o letals, o fer-los resistents o refractaris als tractaments convencionals preventius o post-exposició.
La Convenció sobre les armes biològiques, o BWC, de l'anglès Biological Weapons Convention (1972) és un tractat internacional que prohibeix l'ús o l'emmagatzematge d'agents biològics; al febrer de 2015 havia 171 estats signataris. Tanmateix els agents biològics continuen sent estudiats àmpliament per a fins mèdics i de coneixement general, sempre que es demostri que la recerca és “defensiva” i no “ofensiva”, dins de les instal·lacions de biocontenció, o contenció biològica, amb el nivell de bioseguretat (o seguretat biològica) adient. El 2008, un informe del Servei d'Investigació del Congrés dels Estats Units, assenyalava a la Xina, Cuba, Egipte, Iran, Israel, Corea del Nord, Rússia, Síria, i Taiwan, amb diferents graus de certesa, com a estats que mantenien agents biològics en programes de guerra biològica amb capacitats ofensives.